# Rico Henry
Rico Antonio Henry (ur. 8 lipca 1997 w Birmingham) – angielski piłkarz pochodzenia jamajskiego, występujący na pozycji obrońcy w angielskim klubie Brentford. Wychowanek Walsall. Były młodzieżowy reprezentant Anglii.